# Рокка-Империале
Рокка-Империале (итал. Rocca Imperiale) — коммуна в Италии, располагается в регионе Калабрия, подчиняется административному центру Козенца.
Население составляет 3351 человек, плотность населения составляет 63 чел./км². Занимает площадь 53 км². Почтовый индекс — 87074. Телефонный код — 0981.
Покровительницей коммуны почитается Пресвятая Богородица (Madonna della Nova), празднование 2 июля.

## Города-побратимы
- Валенца, Италия